# 兰茎粉

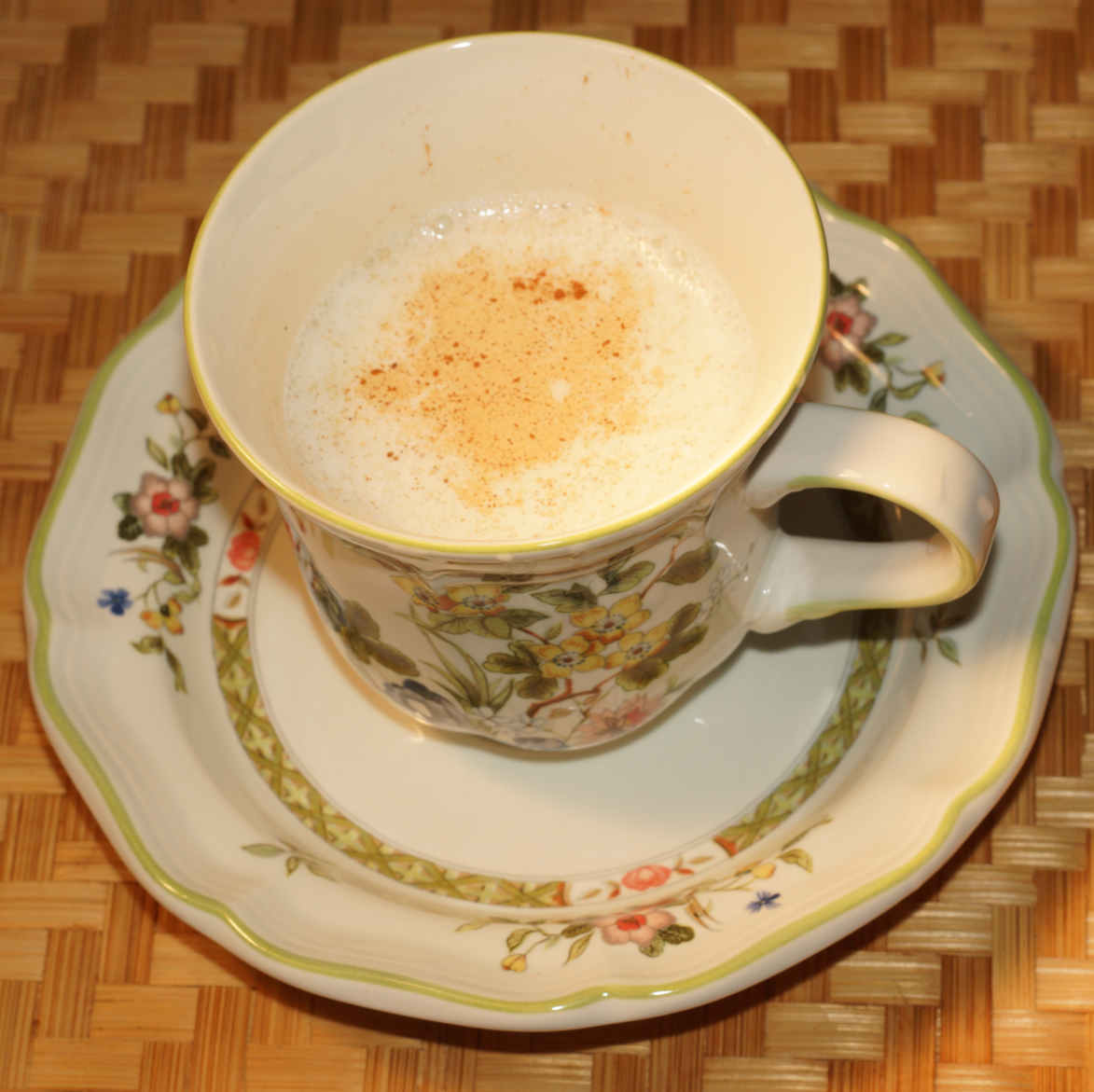
一杯兰茎粉饮料

兰茎粉（土耳其語：salep）是一种由红门兰块茎制成的粉末，富含葡甘露聚糖这种有黏性的多糖。兰茎粉经常被用于土耳其及前奥斯曼帝国地区的饮料及甜点中。兰茎粉本身即可以作为一种饮料。在咖啡和茶在欧洲广泛传播前，饮用兰茎粉的习惯曾传至德国乃至英国。兰茎粉通常以热水化开至粘稠后，加糖、橘子水或玫瑰水来调味。在英国也有用本地产鸢尾花块茎粉作为替代品的。另外一种较为著名的使用兰茎粉的甜点，为土耳其冰淇淋。